# Михеева, Олеся Александровна
Олеся Александровна Михеева (род. 23 июля 1981, Железногорск, Курская область), также известная как Чумакова и Солдатенкова — российская легкоатлетка, специалистка по бегу на средние дистанции. Выступала за сборную России по лёгкой атлетике во второй половине 2000-х годов, обладательница бронзовой медали чемпионата Европы в помещении в Бирмингеме, победительница Кубка Европы, чемпионка летней Универсиады в Бангкоке, рекордсменка мира, многократная призёрка первенств национального значения. Представляла Москву и Московскую область. Мастер спорта России международного класса.

## Биография
Олеся Чумакова родилась 23 июля 1981 года в городе Железногорске Курской области.
В 2006 году окончила Московскую государственную академию физической культуры по специальности «физическая культура и спорт».
Впервые заявила о себе в лёгкой атлетике на международном уровне в сезоне 2003 года, когда вошла в состав российской национальной сборной и выступила на молодёжном чемпионате Европы в Быдгоще, где завоевала золотую медаль в беге на 1500 метров.
В 2007 году на зимнем чемпионате России в Волгограде одержала победу в беге на 1500 метров и в составе сборной Московской области победила в женской эстафете 4 × 800 метров, установив при этом мировой рекорд в данной дисциплине — 8:18,54. На последовавшем чемпионате Европы в помещении в Бирмингеме стала бронзовой призёркой на дистанции 1500 метров, уступив на финише только польке Лидии Хоецкой и соотечественнице Наталье Пантелеевой. На летнем чемпионате России в Туле тоже получила бронзу в беге на 1500 метров (изначально финишировала здесь четвёртой, но в связи с дисквалификацией Юлии Чиженко переместилась в итоговом протоколе на третью строку). Также, будучи студенткой, представляла страну на летней Универсиаде в Бангкоке, где в той же дисциплине обошла всех своих соперниц и взяла золото.
На зимнем чемпионате России 2008 года в Москве выиграла серебряную медаль в беге на 1500 метров (изначально финишировала четвёртой). Принимала участие в Кубке Европы в помещении в Москве, выиграв золотую медаль.
В 2012 году уже под фамилией Михеева представляла Московскую область на чемпионате России по эстафетному бегу в Адлере, выиграв бронзовую награду в программе эстафеты 4 × 800 метров.
На чемпионате России по эстафетному бегу 2014 года в Адлере в составе сборной Курской области стала бронзовой призёркой в эстафете 4 × 1500 метров.
В 2015 году на очередном эстафетном чемпионате России в Адлере со спортсменками Курской области стала серебряной призёркой в эстафете 4 × 800 метров, тогда как их третий результат в эстафете 4 × 1500 метров был аннулирован из-за дисквалификации Ларисы Клеймёновой.
Впоследствии работала преподавателем на кафедре физического воспитания Московского государственного технического университета имени Н. Э. Баумана.